# Janusz Tarnowa
Janusz Tarnowa est un prélat catholique polonais, archevêque de Gniezno en 1278.

## Sources
- (en) Cet article est partiellement ou en totalité issu de l’article de Wikipédia en anglais intitulé « Janusz Tarnowa » (voir la liste des auteurs).
- (en) Fiche sur catholic-hierarchy.org
- (pl) Fiche sur Archidiecezja Gnieźnieńska, site officiel de l'archidiocèse de Gniezno